# Timon Verbeeck
Timon Verbeeck (Lochristi, 25 juni 2002) is een Belgisch youtuber en tiktokker.
In 2022 won hij de Gouden K voor TikTok-ster van het jaar, in 2024 werd hij op hetzelfde prijzengala gekozen tot online ster van het jaar. Verder verscheen dat jaar zijn eerste boek, Operatie T.O.I.L.E.T.
In 2022 sprak hij de stem in van Barry Allen/The Flash in de Vlaamse nasynchronisatie van de animatiefilm DC Club van Super-Pets. In 2023 was hij te zien in de serie Good Luck Guys.
Hij bedacht het Belgische kinderwoord van het jaar 2021, namelijk ma stobbe, met de betekenis 'stop'.

## Trivia
- In 2024 deed Verbeeck mee aan de televisiequiz De Slimste Mens ter Wereld, waar hij uiteindelijk derde werd als jongste kandidaat in de finale ooit.[7]